# Josh Kerr
Josh Kerr (* 8. Oktober 1997 in Edinburgh) ist ein schottischer Leichtathlet, der in den Mittelstreckenläufen an den Start geht. 2023 feierte er mit dem Sieg im 1500-Meter-Lauf bei den Weltmeisterschaften in Budapest seinen größten sportlichen Erfolg. Bei Olympischen Spielen gewann er 2021 in Tokio die Bronzemedaille, in Paris 2024 errang er die Silbermedaille.

## Leben
Josh Kerr wurde in Edinburgh als Sohn eines ehemaligen Rugbyspielers und einer Physiotherapeutin geboren. Sein älterer Bruder Jake ist Rugbyspieler, der zuletzt bei den Bristol Bears spielte. Im Alter von acht Jahren begann Josh Kerr beim lokalen Edinburgh Athletics Club mit der Leichtathletik. Aufgrund seiner frühen Einschulung blieben seine Laufleistungen hinter denen seiner Mitschüler häufig zurück. Er hegte später den Wunsch, nach dem Schulabschluss in den USA trainieren zu wollen, weswegen er sich bei mehreren Trainern bewarb. Schließlich gab ihm Joe Franklin von der University of New Mexico, der sich auf die Förderung von britischen Athleten konzentrierte, die Chance, bei ihm in Albuquerque zu trainieren. Kerr erhielt ein Stipendium und verließ im Alter von 17 Jahren seine schottische Heimat und zog nach New Mexico.
Heute lebt Kerr in Seattle im US-Bundesstaat Washington, wo er von Danny Mackey trainiert wird. Im Jahr 2021 verlobte er sich mit seiner Freundin.

## Sportliche Laufbahn
Josh Kerr tritt seit 2012 in nationalen Wettkämpfen über die Mittelstrecke an. 2013 lief er eine Zeit von 3:58,87 min über die 1500 Meter, auf die er sich seitdem spezialisiert hat. Ein weiteres Jahr später gewann er zwei Goldmedaillen bei den britischen U17-Meisterschaften, eine über 1500 und eine über 3000 Meter. Bis Mai 2015 steigerte er sich auf eine Zeit von 3:44,12 min über die 1500 Meter. Kurz darauf wurde er, nach dem U17-Meistertitel, auch britischer U20-Meister und ging im Juli bei den U20-Europameisterschaften in Eskilstuna an den Start, bei denen er in 3:49,62 min die Goldmedaille gewinnen konnte. Nach dem Schulabschluss zog er in Vereinigten Staaten, wo er an der University of New Mexico ein Master-Studium der Sportwissenschaften aufnahm und bis 2018 für deren Sportteam, den New Mexico Lobos, in den Collegewettkämpfen antrat und drei NCAA-Titel holte. 2016 nahm er erstmals an den britischen Meisterschaften der Erwachsenen teil, bei denen er über 1500 Meter den vierten Platz belegte. Im Juli ging er über diese Distanz auch bei den U20-Weltmeisterschaften in Bydgoszcz an den Start. Dabei erreichte er das Finale und landete darin in 3:51,23 min auf dem zehnten Platz.
Im April 2017 stellte Kerr in Kalifornien eine neue Bestleistung von 3:35,99 min auf, kam im Rest der Saison allerdings nicht mehr in die Nähe dieser Zeit. Dennoch wurde er im Juli britischer Vizemeister und nahm einen Monat darauf zudem erstmals an den Weltmeisterschaften in London teil. Dabei kam er im Vorlauf auf eine Zeit von 3:47,30 min, womit er ausschied. Insgesamt belegte er in seinen ersten internationalen Meisterschaften bei den Erwachsenen den 34. Platz. 2018 konnte er an selber Stelle, wie ein Jahr zuvor, seine Bestzeit noch einmal leicht verbessern. Im Frühjahr 2019 verbesserte sich Kerr zunächst auf eine Hallenzeit von 3:35,72 min und stellte damit einen neuen britischen U23-Rekord auf. Während der Sommersaison konnte er Im Juni seine Zeit zunächst auf 3:33,60 min verbessern und stellte damit einen neuen britischen U23-Rekord auf verbessern. Nachdem er im August erneut britischer Vizemeister wurde, ging er im Oktober bei den Weltmeisterschaften in Doha an den Start. Dabei steigerte er seine Zeiten kontinuierlich vom Vor- bis in den Finallauf, in dem er mit 3:32,52 min eine neue persönliche Bestleistung aufstellte. Insgesamt landete er mit dieser Zeit auf dem sechsten Platz.
Sein bis dato größter Erfolg gelang ihm 2021 bei den Olympischen Spielen in Tokio, als er im Finale über die 1500 Meter mit neuer persönlicher Bestzeit von 3:29,05 min die Bronzemedaille gewann. 2022 nahm er in den USA an seinen zweiten Weltmeisterschaften in Eugene teil. Er zog als jeweiliger Sieger seines Vor- und seines Halbfinallaufes in das Finale ein, das er nach 3:30,60 min als Fünfter beendete. 2023 siegte er bei den Weltmeisterschaften in Budapest in 3:29,38 min vor dem Norweger Jakob Ingebrigtsen und feierte damit seinen bislang größten sportlichen Erfolg.
2024 stellte Kerr im Februar in 8:00,67 min einen Hallenweltrekord über die Zweimeilendistanz auf, wobei er die bisherige Bestmarke seines Landsmannes, Mo Farah, um fast drei Sekunden verbesserte. Einen Monat später gewann er bei seiner erstmaligen Teilnahme an den Hallenweltmeisterschaften in Glasgow in seiner schottischen Heimat die Goldmedaille im 3000-Meter-Lauf.
Bei den Olympischen Spielen 2024 in Paris gewann er im Finale die Silbermedaille über 1500 Meter und stellte mit einer Zeit von 3:27,79 min einen neuen britischen Rekord über diese Distanz auf.
Kerr, der für den Edinburgh AC startet, schloss sich in der Vereinigten Staaten dem Team Brooks Running, unter Trainer Danny Mackey, an. Im Februar 2024 wurde Kerr für den Laureus World Sports Awards in der Kategorie „Durchbruch des Jahres“ nominiert.

## Wichtige Wettbewerbe
| Jahr                               | Veranstaltung                      | Ort                                | Platz                              | Disziplin                          | Zeit                               |
| Startet für Vereinigtes Königreich | Startet für Vereinigtes Königreich | Startet für Vereinigtes Königreich | Startet für Vereinigtes Königreich | Startet für Vereinigtes Königreich | Startet für Vereinigtes Königreich |
| ---------------------------------- | ---------------------------------- | ---------------------------------- | ---------------------------------- | ---------------------------------- | ---------------------------------- |
| 2015                               | U20-Europameisterschaften          | Eskilstuna                         | 1.                                 | 1500 m                             | 3:49,62 min                        |
| 2016                               | U20-Weltmeisterschaften            | Bydgoszcz                          | 10.                                | 1500 m                             | 3:51,23 min                        |
| 2017                               | Weltmeisterschaften                | London                             | 34.                                | 1500 m                             | 3:47,30 min                        |
| 2019                               | Weltmeisterschaften                | Doha                               | 6.                                 | 1500 m                             | 3:32,52 min                        |
| 2021                               | Olympische Spiele                  | Tokio                              | 3.                                 | 1500 m                             | 3:29,05 min                        |
| 2022                               | Weltmeisterschaften                | Eugene                             | 5.                                 | 1500 m                             | 3:30,60 min                        |
| 2023                               | Weltmeisterschaften                | Budapest                           | 1.                                 | 1500 m                             | 3:29,28 min                        |
| 2024                               | Hallenweltmeisterschaften          | Glasgow                            | 1.                                 | 3000 m                             | 7:42,98 min                        |
| 2024                               | Olympische Spiele                  | Paris                              | 2.                                 | 1500 m                             | 3:27,79 min                        |

## Persönliche Bestleistungen
Freiluft
- 800 m: 1:45,35 min, 9. Juli 2019, Azusa
- 1000 m: 2:17,60 min, 17. Juli 2020, Finn Rock
- 1500 m: 3:27,79 min, 6. August 2024, Paris
- 1 Meile: 3:45,34 min, 25. Mai 2024, Eugene

Halle
- 800 m: 1:46,64 min, 11. Februar 2022, Spokane
- 1500 m: 3:32,86 min, 27. Februar 2022, Boston
- 1 Meile: 3:48,87 min, 27. Februar 2022, Boston
- 3000 m: 7:30,14 min, 11. Februar 2024, New York City